# Orféo Campanella
Pour les articles homonymes, voir Campanella.
 (juillet 2018).
- Si vous ne connaissez pas le sujet, laissez ce bandeau (vous pouvez alors contacter les auteurs).
- Si vous supprimez le contenu mis en cause (vous pouvez préalablement contacter les auteurs),

argumentez précisément cette suppression dans la page de discussion
(un manque de référence n'est pas un argument ; une recherche réelle de référence doit avoir été effectuée, être formellement documentée).
 (mars 2018).
Si vous disposez d'ouvrages ou d'articles de référence ou si vous connaissez des sites web de qualité traitant du thème abordé ici, merci de compléter l'article en donnant les références utiles à sa vérifiabilité et en les liant à la section « Notes et références ».
Orféo Campanella est un acteur français né le 9 mai 1997 à Clamart dans les Hauts-de-Seine.
Il est principalement connu pour jouer, depuis novembre 2013, dans la série quotidienne à succès Parents mode d'emploi sur France 2.

## Biographie
À l'âge de 9 ans, il commence à faire du cinéma avec sa sœur jumelle Fiorella. Il tourne également beaucoup de publicité. Il commence sa carrière par des courts-métrages tels que Padure de Franck Kone. Avec la comédie musicale Le Soldat rose, Il fait en 2008 une tournée d'un an en France.
Il joue au cinéma dans Le Diable dans la peau de Gilles Martinieri, présenté au festival de Rome, et à la télévision dans Le Petit Poucet de Marina de Van pour Arte.
Orféo Campanella acquiert la notoriété avec son rôle de Paul, un adolescent typique de son époque, dans la série quotidienne Parents mode d'emploi depuis 2013.
En 2016, on le retrouve auprès d'Isabelle Huppert dans L'Avenir de Mia Hansen-Løve.
En 2024 , il joue le rôle de Emmanuel dans le film On aurait dû aller en Grèce réalisé par Nicolas Benamou 

## Filmographie

### Cinéma
- 2024 :  : On aurait dû aller en Grèce : Emmanuel
- 2008 : Love Stories : le petit garçon
- 2011 : Le Diable dans la peau : Andréa
- 2016 : L'Avenir : un élève

### Télévision
- 2011 : Le Petit Poucet
- 2013-2018 : Parents mode d'emploi : Paul Martinet
- 2017-2018 : Demain nous appartient : Baptiste Bellanger[3](91 à 170)
- 2024 : Scènes de ménages : Un vétérinaire

### Internet
- 2021: Emmy Noether, l’éternelle clandestine